# Алпендурада-и-Матуш
Алпендурада-и-Матуш (порт. Alpendurada e Matos)  —  район (фрегезия) в Португалии,  входит в округ Порту. Является составной частью муниципалитета  Марку-де-Канавезеш. По старому административному делению входил в провинцию Дору-Литорал. Входит в экономико-статистический  субрегион Тамега, который входит в Северный регион. Население составляет 4883 человека на 2001 год. Занимает площадь 8,36 км².